# Notholmen, Västervik

Notholmen är en holme i Västervik, mellan Grantorpsviken och Tändstickanområdet. På holmen finns en gästhamn som drivs av Westerviks Segelsällskap Wikingarnas (WSSW). WSSW har två gånger arrangerat SM-tävlingar i OK-jolle på Notholmen, 1967 och 2007.